# Nanotermita
La nanotermita o "supertermita" es un material compuesto intermolecular metaestable (MIC por sus siglas en inglés) caracterizado por un tamaño de partícula de sus principales constituyentes, que son un metal y un óxido metálico, debajo de 1 micrómetro. Esto permite que tenga tasas de reacción altas y personalizables. Las nanotermitas contienen un oxidante y un agente reductor, los cuales son íntimamente mezclados a escala nanométrica. Los MICs, incluyendo a los materiales nanotermíticos, son un tipo de materiales reactivos investigados para uso militar, así como para aplicaciones generales que incluyen propelentes, explosivos y pirotécnicos.
Lo que distingue a los MICs de las termitas tradicionales es que el oxidante y un agente reductor, normalmente óxido de hierro y aluminio, están en forma de nanopartículas en polvo extremadamente fino. Esto incrementa dramáticamente la reactividad relativa al polvo de tamaño micrométrico de la termita. Como los mecanismos de transporte de masa que vuelven lentas las tasas de quemado de las termitas tradicionales no son tan importantes a estas escalas, las reacciones se vuelven controladas cinéticamente y proceden mucho más rápidamente.

## Usos potenciales
Históricamente, las aplicaciones pirotécnicas o explosivas para las termitas tradicionales han sido limitadas debido a sus relativamente lentas tasas de liberación de energía. Debido a que las nanotermitas son creadas a partir de partículas reactivas con proximidades cercanas a la escala atómica, las tasas de liberación de energía son mucho mayores.
Los MICs o las supertermitas son generalmente desarrollados para uso militar, propelentes, explosivos y pirotécnicos. La investigación de las aplicaciones militares de los materiales a escala nanométrica comenzó a principios de los años 1990. Debido a su velocidad de reacción altamente incrementada, los materiales termíticos a nanoescala están siendo estudiados por la milicia de Estados Unidos con el objetivo de desarrollar nuevos tipos de bombas varias veces más poderosas que los explosivos convencionales. Los materiales nanoenergéticos pueden almacenar más energía que los convencionales materiales energéticos y pueden ser utilizados en formas innovadoras para adaptar la liberación de su energía. Las bombas termobáricas son una aplicación potencial de los materiales nanoenergéticos.

## Tipos
Existen muchas combinaciones termodinámicamente estables posibles de combustible-oxidante. Algunas de ellas son:
- Aluminio-óxido de molibdeno (VI)
- Aluminio-óxido de cobre (II)
- Aluminio-óxido de hierro (II, III)
- Antimonio-permanganato de potasio
- Aluminio-permanganato de potasio
- Aluminio-óxido de bismuto (III)
- Aluminio-hidrato de Óxido de wolframio (VI)
- Aluminio-fluoropolímero (típicamente Viton)
- Titanio-boro (se quema a diboruro de titanio)

En la investigación militar, el aluminio-óxido de molbdeno, aluminio-teflón y el aluminio-óxido de cobre (II) han recibido atención considerable. Otras composiciones probadas estuvieron basadas en RDX a escala nanométrica y con elastómeros termoplásticos. El PTFE u otros fluoropolímeros pueden ser utilizados como aglutinante para la composición. Su reacción con el aluminio, similar a la termita de magnesio/teflón/viton, añade energía a la reacción. De las composiciones listadas, la que tiene permanganato de potasio tiene la más alta potencia explosiva.
Las nanopartículas pueden ser preparadas por secado por pulverización (spray drying) a partir de una disolución, o en el caso de óxidos insolubles, pirólisis en spray de disoluciones de precursores adecuados. Los materiales compuestos pueden ser preparados por técnicas sol-gel o por los convencionales mezclado en húmedo y prensado.
Similares pero no idénticas son las composiciones pirotécnicas nano-laminadas, o materiales nanocompuestos energéticos, en los cuales el combustible y el oxidante son depositados alternadamente en capas delgadas. Los materiales y el espesor de las capas controlan las propiedades detonantes.

## Producción
Un método para producir polvos de aluminio a nanoescala, o de grano ultrafino, un componente clave de la mayoría de los materiales nanotermíticos, es el método de condensación dinámica de fase gaseosa, usado por primera vez por Wayne Danen y Steve Son en el Laboratorio Nacional de Los Álamos. Una variante del método está siendo utilizada en la Indian Head Division del Naval Surface Warfare Center. Otro método de producción para el polvo de nanoaluminio es el proceso de plasma pulsado desarrollado por NovaCentrix (anteriormente Nanotechnologies). Los polvos hechos por ambos procesos son indistinguibles. Un aspecto crítico de la producción es la habilidad para producir partículas de tamaños en el rango de decenas de nanómetros, así como con una limitada distribución de tamaños de partícula. En 2002, la producción de partículas de aluminio de tamaño nanométrico requerían un esfuerzo considerable, y las fuentes comerciales para el material estaban limitadas. Los niveles actuales de producción superan ahora los 100 kg/mes.
Una aplicación del método sol-gel, desarrollada por Randall Simpson, Alexander Gash y colaboradores en el Laboratorio Nacional Lawrence Livermore, puede ser usada para hacer las mezclas actuales de los materiales energéticos compuestos nanoestructurados. Dependiendo del proceso, pueden ser producidos MICs de diferentes densidades. Pueden ser logrados productos altamente porosos y uniformes mediante la extracción supercrítica.

## Ignición
Los materiales compuestos a nanoescala son más fáciles para hacer ignición que las termitas originales. Un "alambre de puente" (bridgewire) de nicromo puede ser usado en ambos casos. Otros medios de ignición pueden incluir llamas o pulsos láser. El Laboratorio Nacional de Los Álamos está desarrollando cerillas eléctricas de supertermita que usan unas relativamente bajas corrientes de ignición y resistencias a la fricción, impacto, calor y descarga estática.
Los MICs han sido investigados como un posible reemplazo para el plomo (por ejemplo estifnato de plomo, azida de plomo) en cápsulas fulminantes y cerillas eléctricas. Composiciones basadas en Al-Bi2O3 tienden a ser utilizadas. El Pent puede ser añadido opcionalmente. Los MICs también pueden ser añadidos a los "altos explosivos" (high explosives) para modificar sus propiedades. El aluminio es típicamente añadido a los explosivos para incrementar su rendimiento energético. La adición de pequeñas cantidades de un MIC al polvo de aluminio incrementa la tasa de combustión global, actuando como un modificador de la tasa de combustión.
Los productos de una reacción de termita, resultantes de la ignición de la mezcla termítica, son usualmente óxidos metálicos y metales elementales. A las temperaturas prevalecientes durante la reacción, los productos pueden ser sólidos, líquidos o gaseosos, dependiendo de los componentes de la mezcla. Las cerillas eléctricas de supertermita desarrolladas por el Laboratorio Nacional de Los Álamos pueden crear chispas simples, escorias calientes, gotas, o flamas como las salidas iniciadoras termales para crear ignición sobre otros agentes incendiarios o explosivos.

## Riesgos
Como la termita convencional, la supertermita reacciona a muy alta temperatura y es difícil de extinguir. La reacción produce luz ultravioleta (UV) peligrosa que requiere que no sea vista directamente, o que se utilice protección especial para los ojos, por ejemplo una máscara de soldador. 
La reactividad de un nanolaminado puede variar, posiblemente volviéndolo más sensible que la termita. Además, las supertermitas son muy sensibles a la descarga electrostática (ESD). El rodear las partículas de óxido metálico con nanofibras de carbono puede hacer a las nanotermitas más seguras de manejar.